# Poppelrose
Poppelrose (Lavatera) er en slægt, som er udbredt med arter i Europa og Vestasien. Det er oprette, stivgrenede stauder eller buske med spredtsiddende, lodne blade, som kan minde om Sølv-Poppels. Blomsterne er store og tragtformede med den karakteristiske, sammenvoksede griffel-støvdragere, som kendes fra familiens blomster i det hel taget.
| Beskrevne arter |

- Tysk Poppelrose (Lavatera thuringiata)
- Mamelukærme (Lavatera trimestris)

| Andre arter |

- Lavatera cachemiriana
- Lavatera oblongifolia
- Lavatera olbia
- Lavatera punctata
- Lavatera triloba